# Bauno
De bauno of binjai (Mangifera caesia) is een weinig bekende verwant van de mango (Mangifera indica). Het is een tot 40 m hoge, groenblijvende boom. De bladeren zijn afwisselend geplaatst, elliptisch of lancetvormig, 10–30 cm lang en tot 8 cm breed. De bladeren staan vaak dicht opeen aan het einde van de twijgen. De bloemen groeien in eindstandige trossen. De bloemen zijn lichtviolet van kleur en verspreiden een zoete geur.
De vruchten zijn langwerpige, eivormige, geel of lichtbruingekleurde steenvruchten. Het sappige, zacht vruchtvlees is wit van kleur en smaakt zoetig en fruitig. In tegenstelling tot de mango is het vruchtvlees niet vezelig. De vruchten kunnen als handfruit worden gegeten of tot frisdranken worden verwerkt. De vruchten kunnen ook zoetzuur worden ingelegd. Onrijpe vruchten zijn niet geschikt voor consumptie omdat ze de slijmvliezen irriteren.
De bauno vindt zijn oorsprong in Maleisië en op Sumatra en Borneo. De vruchten worden in verschillende gebieden in Zuidoost-Azië gekweekt. In Thailand staan de vruchten bekend als lam-yaa en op de Filipijnen als bayuno.